# (136818) Selqet
(136818) Selqet – planetoida z grupy Atena należąca do obiektów NEO.

## Odkrycie
Została odkryta 29 czerwca 1997 roku w Goodricke-Pigott Observatory przez Roya Tuckera. Nazwa planetoidy pochodzi od Selkhet, bogini magii i opiekunki przed niszczycącym wpływem Apophisa w mitologii egipskiej. Wcześniej planetoida nosiła oznaczenie tymczasowe (136818) 1997 MW1.

## Orbita
(136818) Selqet okrąża Słońce w ciągu 332 dni w średniej odległości 0,93 j.a. Orbita tej planetoidy jest nachylona do płaszczyzny ekliptyki pod kątem 12,77° a jej mimośród wynosi 0,34.